# Аґнія Ґріґас
Аґнія Ґріґас (лит. Agnia Grigas, англ. Agnia Grigas; нар. 21 листопада 1979, Каунас, ЛРСР) — американська політологиня литовського походження. Непостійна старша наукова співробітниця Атлантичної рада США та «Truman National Security Project», експертка з проблем енергетики та політичних ризиків у Східній Європі та на пострадянському просторі, авторка книг та публікацій.

## Життєпис
Аґнія Ґріґас народилася 21 листопада 1979 року в Каунасі Литва. У 10 років з батьками емігрувала в США. 
Закінчила у 2002 році Колумбійський університет, здобула з відзнакою ступінь бакалавра економіки та політології. Ступінь магістра з міжнародних відносин здобула у 2006 році в Оксфордському університеті. У 2011 році захистила докторську дисертацію (доктор філософії) в Брейсноуз коледж. 
У 2008-2009 роках працювала радницею міністра закордонних справ Литви Віґаудаса Ушацькаса з енергетичної безпеки та економіки. 
Аґнія Ґріґас публікується в таких масмедія, як «CNN», «Forbes», «Reuters» та «Bloomberg». 
Мешкає у Вашингтоні з чоловіком та двома дітьми.

## Доробок
Книги
- The Politics of Energy and Memory between the Baltic States and Russia [Політики енергії та пам'яті між Росією та Країнами Балтії] (вид. New ed.). Farnham: Ashgate Publishing. 2012. ISBN 9781409446538.[4]
- Beyond Crimea: The New Russian Empire [За межами Криму: Нова Російська імперія]. Yale University Press. 16 лютого 2016. ISBN 0300214502.[5][6]
- The New Geopolitics of Natural Gas [Нова геополітика природного газу]. Harvard University Press. 24 квітня 2017. ISBN 9780674971837.[7]

На її сайті повідомлялося, що в 2017 році у видавництві Гарвардського університету готувався вихід її книги «Нова газова геополітика» (англ. The New Geopolitics of Gas).
Деякі публікації
- Аґнія Ґріґас. «Польща переозброюється» [Архівовано 15 грудня 2016 у Wayback Machine.]. «Український тиждень» № 49 (473) від 8 грудня
- Аґнія Ґріґас. «Навіщо в ДНР видають нові паспорти» [Архівовано 8 червня 2016 у Wayback Machine.] «Нове время» 29 березня 2016
- Аґнія Ґріґас. «Непевні часи: що чекає на Литву» [Архівовано 21 листопада 2016 у Wayback Machine.] «Нове время» 15 листопада 2016.